# Gravitationsvågsdetektor

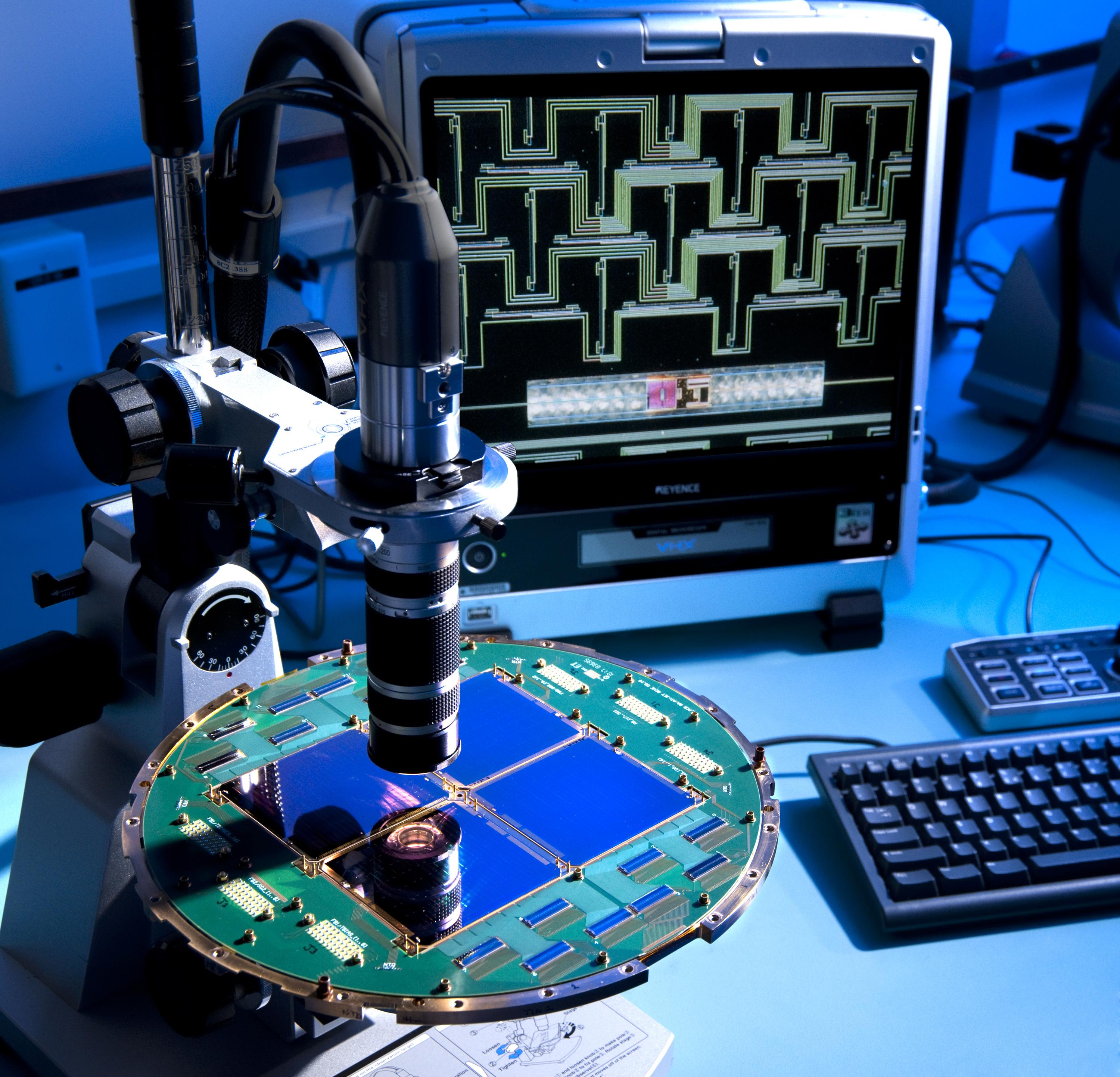
Belägg för gravitationsvågor i universums inflationsfas kan ha uppdagats vid mikroskopgranskning av radioteleskopet BICEP2:s fokalplan.

Gravitationsvågsdetektor är en experimentell anordning avsedd att mäta gravitationsvågor, vilket inte är en enkel uppgift. Den ska kunna känna av mycket små förvrängningar i  rumtiden, sådana som förutsägs av den allmänna relativitetsteorin. De är svåra att detektera främst därför att det är extremt brusigt vid de låga frekvenser, där antennerna ska arbeta. Gravitationsvågor väntas ha frekvenser runt {\displaystyle 10^{-16}\,\mathrm {Hz} <f<10^{4}\,\mathrm {Hz} }. Känsliga sådana detektorer är en förutsättning för gravitationsastronomin.

## Historik
Omkring 1960 hade ett nyvaknat intresse för Einsteins gravitationsteori och den tekniska utvecklingen öppnat nya möjligheter att testa relativistiska effekter, vilket inspirerade amerikanen Joseph Weber att konstruera världens första gravitationsvågsdetektor. En sådan "weberstav" var en enkel anordning i form av en solid kraftig metallstång, som var väl isolerad från omvärldens vibrationer. Töjningar i rymden till följd av en infallande gravitationsvåg exciterar stångens resonansfrekvens och kunde förstärkas till detekterbara nivåer.  Weberstavar är inte känsliga nog för att uppfatta annat än extremt kraftiga gravitationsvågor. Moderna former av Weberstavar finns fortfarande i drift, kylda av kryoteknik och med supraledande SQUID-arrangemang för att uppfatta vibration.
MiniGRAIL är en sfärisk gravitationsvågsantenn som också använder denna princip. Den finns vid Universitetet i Leiden, och består av ett precisionstillverkat 1150 kg klot kryotekniskt nedkylt till 20 mK.

## Interferometrar

En principskiss av en laserinterferometer.

En känsligare typ av detektor utnyttjar laserinterferometri för att mäta gravitationsvåg inducerad rörelse mellan separerade "fria" massor. Ett halvdussin markbaserade sådana detektorer är i drift, av vilka den mest känsliga är LIGO.